# Урогенитален триъгълник
Урогениталният триъгълник (на латински: regio urogenitalis) представлява предната част на перинеума, заключена между лонното съчленение (symphysis pubica) и двете седалищни върги (tuber ischiadicum) на тазовата кост. При женските бозайници той включва вагината и свързаните с нея части от външните гениталии.
Компонентите на урогениталния триъгълник се различават значително при мъжките и женските бозайници. Някои от тях са:
- Задни скротални нерви / Задни лабиални нерви
- Пикочен канал
- Вагина
- Булбо-уретрална жлеза / Бартолинова жлеза
- Мускули
  - дълбок напречен перинеален мускул (m. transversus perinei)
  - седалищно-кавернозен мускул (m. ischiocavernosus)
  - булбоспонгиозен мускул (m. bulbospongiosus)
- crus penis / crus clitoridis
- Луковица на пениса / Преддверна луковица
- Урогенитална диафрагма
- Мускулно перинеално тяло
- compartimentum superficiale perinei / saccus profundus perinei
- Кръвоносни съдове и лимфни съдове